# Europäischer Wolfsbarsch

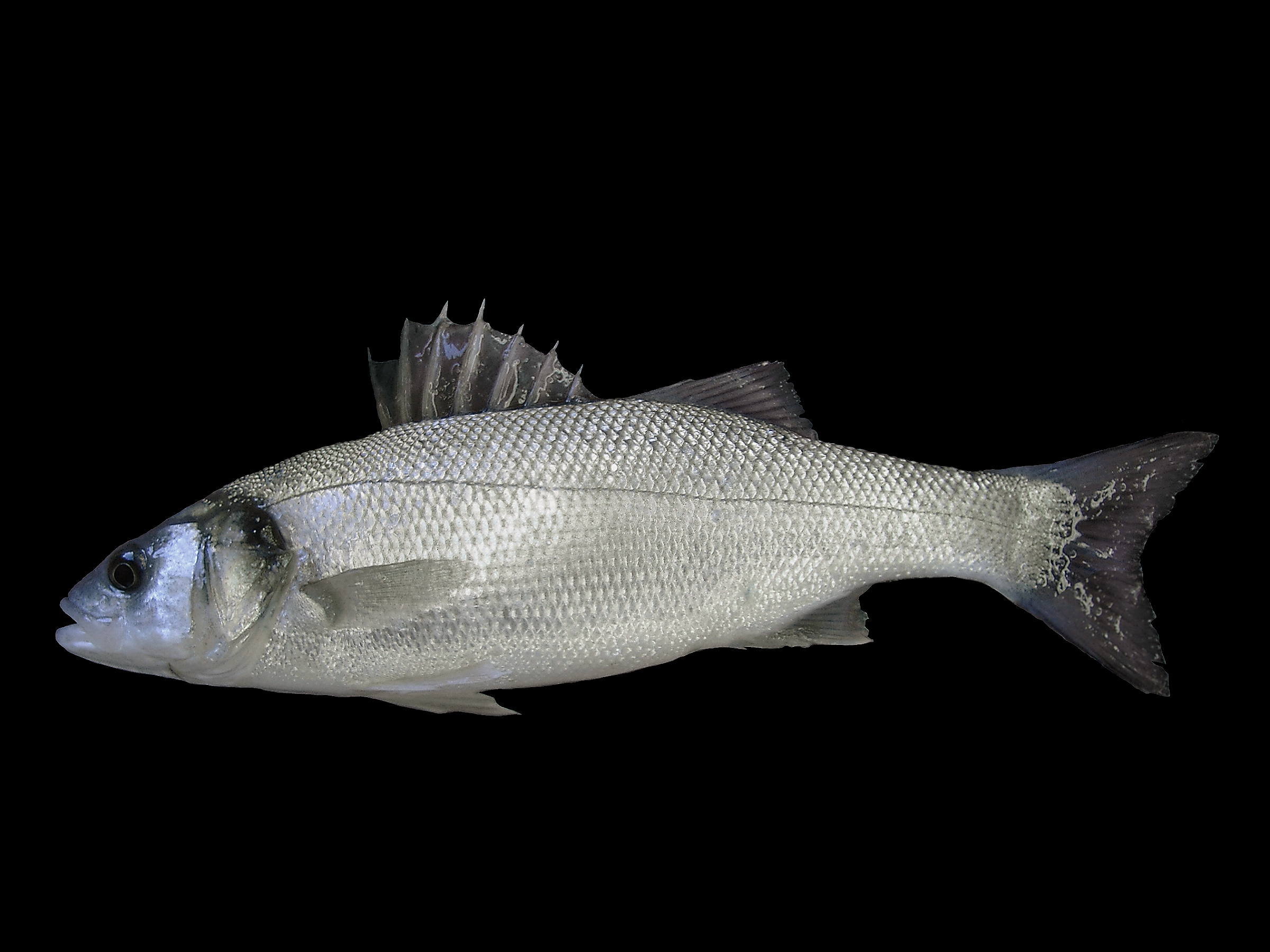
Europäischer Wolfsbarsch

Der Europäische Wolfsbarsch oder auch Seebarsch (Dicentrarchus labrax) ist ein Fisch aus der Familie der Wolfsbarsche (Moronidae).

## Merkmale
Die Fische erreichen eine maximale Körperlänge von etwa einem Meter und ein Gewicht von ca. 12 Kilogramm. Sie haben einen langgestreckten Körper. Der Rücken ist dunkelgrau, die Färbung wird an den Seiten zunehmend heller, der Bauch ist fast weiß. Die dunkle Seitenlinie ist gut erkennbar. Der Gattungsname bedeutet „Zweistachel-Barsch“.

## Vorkommen
Die Tiere kommen im Ostatlantik von Marokko bis Norwegen vor. Sie leben aber auch im Mittelmeer und im Schwarzen Meer. Am häufigsten findet man sie in den Gewässern um die Britischen Inseln, vor allem in der Nordsee. Sie leben in einer Wassertiefe von 10 bis 100 Metern, schwimmen und jagen aber bis ins knietiefe Wasser. Man findet sie während der Sommermonate manchmal auch im Brackwasser von Flussmündungen. In den kalten Jahreszeiten schwimmen sie abseits der Küsten in tiefem Wasser.

## Lebensweise
Sie leben räuberisch und jagen nachts verschiedene Weichtiere, Krebstiere und Fische. Die Paarung findet von Januar bis März statt. Die Larven schlüpfen aus den von den Weibchen abgelegten Eiern bereits nach ca. drei Tagen. Jungtiere leben in Schwärmen, mit zunehmendem Alter verlieren sie aber ihre Geselligkeit.

## Gefährdung durch den Klimawandel
Das zukünftige Überleben des Europäischen Wolfsbarsches ist im Rahmen der Klimakrise durch den damit verbundenen erhöhten CO2-Gehalt im Meereswasser beeinträchtigt, da dieser eine veränderte Reaktion auf sensorische Signale hervorruft. Untersuchungen zeigen, dass Europäische Wolfsbarsche, die erhöhten CO2-Werten (ca. 1.000 µatm) ausgesetzt sind, sich im Vergleich zu derzeitigen CO2-Werten (ca. 400 µatm), bis zu 42 % näher an einer Geruchsquelle befinden müssen, um sie mit ihrem olfaktorischen System aufspüren zu können. Dadurch verringert sich die Wahrscheinlichkeit zur Entdeckung von Futter oder Raubtieren und damit ihre Überlebensfähigkeit.

## Wirtschaftliche Bedeutung

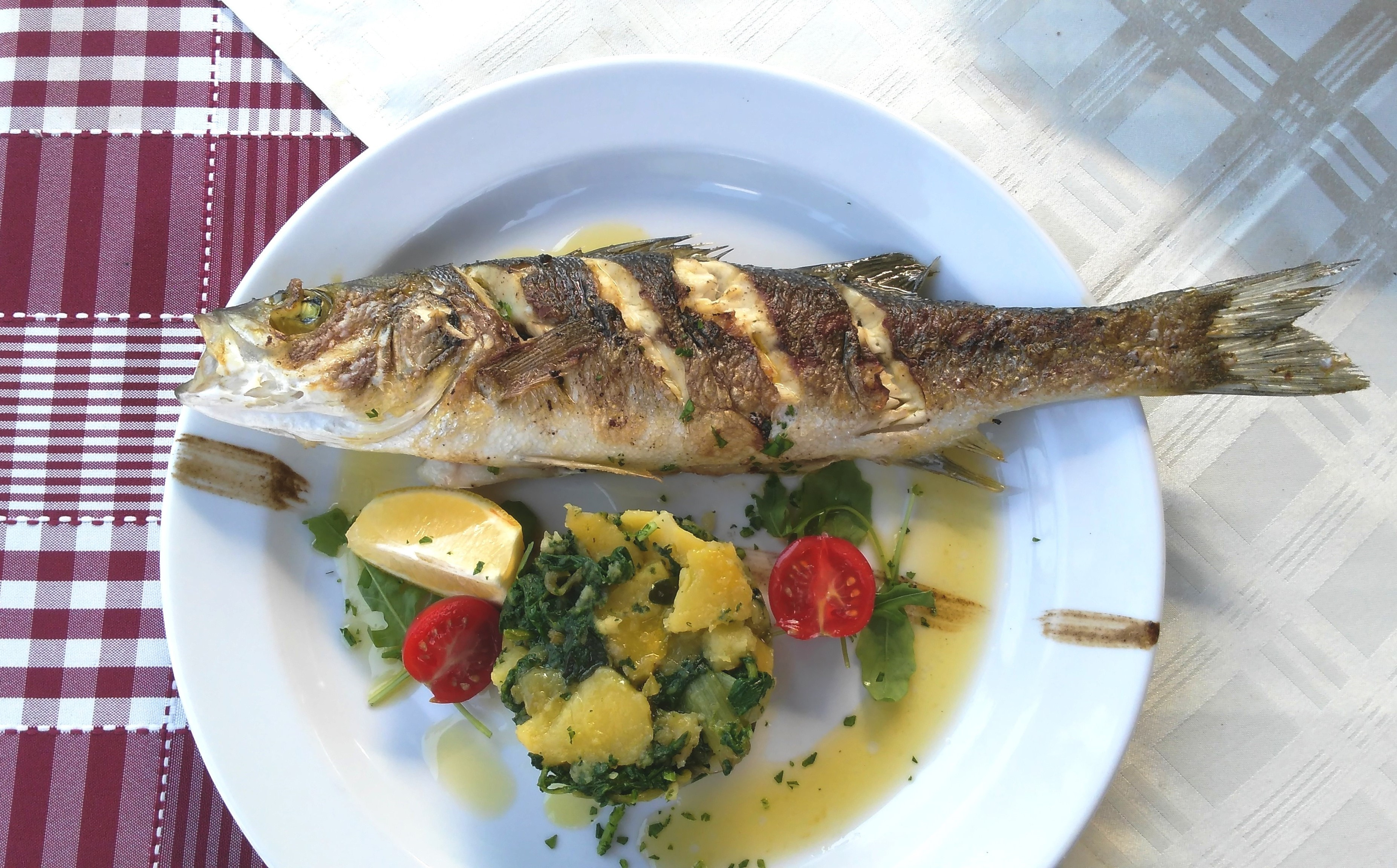
Gegrillter Wolfsbarsch

In der römischen Antike war der Europäische Wolfsbarsch ein beliebter Speisefisch. In der ersten Hälfte des 1. Jahrhunderts v. Chr. wurde er mit geringem Erfolg in Süßwasserseen und Flüssen ausgesetzt. Ab der Mitte des 1. Jahrhunderts v. Chr. gehörte er zu den verbreitetsten Fischen in den küstennahen Brackwasserbecken.
Auch heute wird der Europäische Wolfsbarsch wieder in Aquakulturen gezüchtet. Der Fisch wird auch als Branzino oder (in Süditalien) als Spigola (italienisch), Brancin (kroatisch), Robalo (portugiesisch), Lubina (spanisch) und im Französischen als Bar commun oder Loup bezeichnet. In der Küchensprache wird er im deutschen Sprachraum auch Loup de mer genannt, was im Französischen jedoch den Gefleckten Seewolf und den Gestreiften Seewolf bzw. die Familie der Seewölfe bezeichnet.